# Crisogó (conseller)
Crisogó (en llatí Chrysogonus, en grec antic Χρυσόγονος) fou el pare del poeta Sami de Macedònia
Va ser amic íntim i conseller de Filip V de Macedònia (220 aC a 179 aC), que va rebre els seus consells tant en la guerra com en la pau. Va tenir una gran influència sobre el rei, i Polibi diu que era més misericordiós quan seguia els consells de Crisogó.